# Inna Lisniánskaya
Inna Lvovna Lisniánskaya (en ruso Инна Львовна Лиснянская). Nacida en Bakú el 24 de junio de 1928, murió en Haifa el 14 de marzo de 2014. Poetisa rusa.
Publicó desde 1948 versos y traducciones originales de poesía de Azerbaiyán. 
Participó en el almanaque “MetrÓpol” (1979), junto con Semión Lipkin y Vasili Aksiónov abandonando la Unión de Escritores Soviéticos en  protesta contra la expulsión de la misma de los escritores Víctor Yeroféiev y Evgueni Popov, fue publicado solamente en el exterior después de 7 años. 
Premios de las revistas literarias “Sagitario” (1994), “Arión” (1995), “La amistad de pueblos” (1996), “Bandera” (2000), el premio del estado de Rusia (1998), Premio Aleksandr Solzhenitsyn (1999), Premio Poeta (2009). 

## Libros de poemas
- Это было со мною, 1957. - Lo que me ha sucedido
- Верность, 1958. - Fidelidad
- Не просто — любовь, 1963. - No simplemente amor
- Из первых уст, 1966. - De primera boca
- Виноградный свет, 1978. - La luz de uvas
- Дожди и зеркала. — París, 1983. - Lluvias y espejos
- На опушке сна. — Ann Arbor, 1985. - En el lindero del sueño
- Воздушный пласт, 1990. - La capa del aire
- Стихотворения, 1991. - Versos
- После всего, 1994. - Después de todo
- Одинокий дар. — París - Moscú - Nueva York, 1995. - El don solo
- Ветер покоя, 1998. - El viento de tranquilidad
- Избранное, 1999. - Obras escogidas
- Музыка и берег, 2000. - Música y costa
- Вместе, 2000. - Juntos (con Semión Lipkin)
- В пригороде Содома: Новые стихотворения, 2002. - En el suburbio de Sodoma
- Иерусалимская тетрадь, 2004. - El cuaderno de Jerusalén
- Без тебя, 2004. - Sin ti
- Сны старой Евы, 2007. - Los sueños de Eva vieja